# 威廉·本頓
威廉·本頓(William Benton，1900年4月1日—1973年3月18日)美國康乃迪克州參議員(1949年-1953年)，廣告商、大英百科全書出版人(1943年-1973年)。
威廉·本頓出生於明尼蘇達州的明尼阿波利斯，原本就讀於明尼蘇達州的卡爾頓學院，1918年轉入耶魯大學。
1929年經營本頓-鮑爾斯紐約廣告公司，經過經濟大蕭條時期，這家公司是世界上前六大廣告公司。在擔任參議員期間，他是早期參與反對麥卡錫計畫的參議員之一。致力於不列顛百科全書時期，出版過54卷的《西方世界偉大著作》、《巴薩巴科全書》(1957年和1964年又分別有西班牙文和葡萄牙文版的出版)、《通用百科全書》(法文)、《不列顛國際大百科事典》(日文)，並計畫將耗資3000美元，出版15版《不列顛百科全書》，此套書在他逝世隔年完成。
威廉·本頓本人著有《這是挑戰》(1958年)、《拉丁美洲之聲》(1961年)等書。